# Boloria alethea
Boloria alethea is een vlinder uit de familie van de Nymphalidae. De wetenschappelijke naam van de soort is voor het eerst geldig gepubliceerd in 1934 door Arthur Francis Hemming.